# 5 octobre 1992
Le lundi 5 octobre 1992 est le 279e jour de l'année 1992.

## Naissances
- Aitor Ariño, handballeur espagnol
- Annika Bruhn, nageuse allemande
- Christoffer Nyman, footballeur international suédois
- Cody Zeller, joueur de basket-ball américain
- Kamo Hovhannisyan, joueur de football arméonien
- Kevin Magnussen, pilote automobile danois
- Logan Shaw, joueur professionnel canadien de hockey sur glace
- Mercedes Lambre, actrice argentine
- Rupi Kaur, poétesse canadienne
- Sven Bärtschi, joueur de hockey sur glace suisse

## Décès
- Bennikous Abdelkader (né le 30 janvier 1923), homme politique algérien
- Apasaheb Balasaheb Pant (né le 11 septembre 1912), diplomate et écrivain indien
- Cornelis Berkhouwer (né le 19 mars 1919), personnalité politique hollandaise
- Eddie Kendricks (né le 17 décembre 1939), chanteur américain membre des Temptations
- Gösta Carlsson (né le 2 février 1906), coureur cycliste suédois

## Événements
- Sortie du single A Letter to Elise du groupe The Cure
- Publication du roman Au sud de la frontière, à l'ouest du soleil de Haruki Murakami
- Sortie de la chanson Gravity Grave du groupe The Verve
- Sortie de la compilation Kiss This des Sex Pistols
- Sortie du jeu vidéo Mystic Quest Legend